# Llista d'asteroides/90301–90400
| Nom     | Designació provisional | Data de descobriment | Lloc de descobriment | Descobridor/s                              |
| ------- | ---------------------- | -------------------- | -------------------- | ------------------------------------------ |
| 90301 - | 2003 EN45              | 7 de març, 2003      | Socorro              | LINEAR                                     |
| 90302 - | 2003 EJ48              | 9 de març, 2003      | Anderson Mesa        | LONEOS                                     |
| 90303 - | 2003 EL49              | 10 de març, 2003     | Anderson Mesa        | LONEOS                                     |
| 90304 - | 2003 EM53              | 9 de març, 2003      | Socorro              | LINEAR                                     |
| 90305 - | 2003 FX                | 21 de març, 2003     | Palomar              | NEAT                                       |
| 90306 - | 2003 FO4               | 26 de març, 2003     | Socorro              | LINEAR                                     |
| 90307 - | 2003 FB10              | 23 de març, 2003     | Kitt Peak            | Spacewatch                                 |
| 90308 - | 2003 FV14              | 23 de març, 2003     | Catalina             | CSS                                        |
| 90309 - | 2003 FZ15              | 23 de març, 2003     | Palomar              | NEAT                                       |
| 90310 - | 2003 FH16              | 23 de març, 2003     | Palomar              | NEAT                                       |
| 90311 - | 2003 FM19              | 25 de març, 2003     | Palomar              | NEAT                                       |
| 90312 - | 2003 FL22              | 25 de març, 2003     | Kitt Peak            | Spacewatch                                 |
| 90313 - | 2003 FY23              | 23 de març, 2003     | Kitt Peak            | Spacewatch                                 |
| 90314 - | 2003 FL36              | 23 de març, 2003     | Kitt Peak            | Spacewatch                                 |
| 90315 - | 2003 FK37              | 23 de març, 2003     | Kitt Peak            | Spacewatch                                 |
| 90316 - | 2003 FZ38              | 23 de març, 2003     | Haleakala            | NEAT                                       |
| 90317 - | 2003 FZ42              | 23 de març, 2003     | Catalina             | CSS                                        |
| 90318 - | 2003 FO49              | 24 de març, 2003     | Haleakala            | NEAT                                       |
| 90319 - | 2003 FO50              | 25 de març, 2003     | Palomar              | NEAT                                       |
| 90320 - | 2003 FK63              | 26 de març, 2003     | Palomar              | NEAT                                       |
| 90321 - | 2003 FZ67              | 26 de març, 2003     | Kitt Peak            | Spacewatch                                 |
| 90322 - | 2003 FR70              | 26 de març, 2003     | Kitt Peak            | Spacewatch                                 |
| 90323 - | 2003 FV72              | 26 de març, 2003     | Palomar              | NEAT                                       |
| 90324 - | 2003 FL74              | 26 de març, 2003     | Palomar              | NEAT                                       |
| 90325 - | 2003 FW76              | 27 de març, 2003     | Palomar              | NEAT                                       |
| 90326 - | 2003 FA79              | 27 de març, 2003     | Kitt Peak            | Spacewatch                                 |
| 90327 - | 2003 FO83              | 27 de març, 2003     | Palomar              | NEAT                                       |
| 90328 - | 2003 FQ85              | 28 de març, 2003     | Catalina             | CSS                                        |
| 90329 - | 2003 FY87              | 28 de març, 2003     | Kitt Peak            | Spacewatch                                 |
| 90330 - | 2003 FT90              | 29 de març, 2003     | Anderson Mesa        | LONEOS                                     |
| 90331 - | 2003 FT91              | 29 de març, 2003     | Anderson Mesa        | LONEOS                                     |
| 90332 - | 2003 FH92              | 29 de març, 2003     | Anderson Mesa        | LONEOS                                     |
| 90333 - | 2003 FW92              | 29 de març, 2003     | Anderson Mesa        | LONEOS                                     |
| 90334 - | 2003 FC94              | 29 de març, 2003     | Socorro              | LINEAR                                     |
| 90335 - | 2003 FD96              | 30 de març, 2003     | Anderson Mesa        | LONEOS                                     |
| 90336 - | 2003 FP97              | 30 de març, 2003     | Kitt Peak            | Spacewatch                                 |
| 90337 - | 2003 FQ97              | 30 de març, 2003     | Anderson Mesa        | LONEOS                                     |
| 90338 - | 2003 FH102             | 31 de març, 2003     | Anderson Mesa        | LONEOS                                     |
| 90339 - | 2003 FF104             | 25 de març, 2003     | Kitt Peak            | Spacewatch                                 |
| 90340 - | 2003 FQ106             | 27 de març, 2003     | Anderson Mesa        | LONEOS                                     |
| 90341 - | 2003 GT5               | 1 d'abril, 2003      | Socorro              | LINEAR                                     |
| 90342 - | 2003 GQ6               | 2 d'abril, 2003      | Haleakala            | NEAT                                       |
| 90343 - | 2003 GO8               | 3 d'abril, 2003      | Anderson Mesa        | LONEOS                                     |
| 90344 - | 2003 GA9               | 1 d'abril, 2003      | Socorro              | LINEAR                                     |
| 90345 - | 2003 GC14              | 1 d'abril, 2003      | Socorro              | LINEAR                                     |
| 90346 - | 2003 GP15              | 3 d'abril, 2003      | Anderson Mesa        | LONEOS                                     |
| 90347 - | 2003 GF35              | 8 d'abril, 2003      | Socorro              | LINEAR                                     |
| 90348 - | 2003 GA36              | 5 d'abril, 2003      | Anderson Mesa        | LONEOS                                     |
| 90349 - | 2003 GV39              | 8 d'abril, 2003      | Socorro              | LINEAR                                     |
| 90350 - | 2003 GO42              | 6 d'abril, 2003      | Anderson Mesa        | LONEOS                                     |
| 90351 - | 2003 GW42              | 9 d'abril, 2003      | Palomar              | NEAT                                       |
| 90352 - | 2003 GK49              | 8 d'abril, 2003      | Socorro              | LINEAR                                     |
| 90353 - | 2003 GC50              | 7 d'abril, 2003      | Socorro              | LINEAR                                     |
| 90354 - | 2003 GD50              | 7 d'abril, 2003      | Socorro              | LINEAR                                     |
| 90355 - | 2003 HC12              | 25 d'abril, 2003     | Anderson Mesa        | LONEOS                                     |
| 90356 - | 2003 HW12              | 24 d'abril, 2003     | Kitt Peak            | Spacewatch                                 |
| 90357 - | 2003 HC20              | 26 d'abril, 2003     | Haleakala            | NEAT                                       |
| 90358 - | 2003 HP26              | 27 d'abril, 2003     | Socorro              | LINEAR                                     |
| 90359 - | 2003 HY31              | 28 d'abril, 2003     | Socorro              | LINEAR                                     |
| 90360 - | 2003 HJ43              | 29 d'abril, 2003     | Socorro              | LINEAR                                     |
| 90361 - | 2003 HY48              | 30 d'abril, 2003     | Socorro              | LINEAR                                     |
| 90362 - | 2003 HZ51              | 30 d'abril, 2003     | Kitt Peak            | Spacewatch                                 |
| 90363 - | 2003 HH52              | 30 d'abril, 2003     | Haleakala            | NEAT                                       |
| 90364 - | 2003 JS7               | 2 de maig, 2003      | Socorro              | LINEAR                                     |
| 90365 - | 2003 JL10              | 2 de maig, 2003      | Socorro              | LINEAR                                     |
| 90366 - | 2003 JJ13              | 5 de maig, 2003      | Anderson Mesa        | LONEOS                                     |
| 90367 - | 2003 LC5               | 6 de juny, 2003      | Socorro              | LINEAR                                     |
| 90368 - | 2003 MG                | 19 de juny, 2003     | Reedy Creek          | J. Broughton                               |
| 90369 - | 2003 MN1               | 23 de juny, 2003     | Socorro              | LINEAR                                     |
| 90370 - | 2003 NY5               | 7 de juliol, 2003    | Piszkéstető          | Piszkéstető, K. Sárneczky, B. Sipőcz       |
| 90371 - | 2003 PV7               | 2 d'agost, 2003      | Haleakala            | NEAT                                       |
| 90372 - | 2003 QR88              | 25 d'agost, 2003     | Socorro              | LINEAR                                     |
| 90373 - | 2003 SZ219             | 28 de setembre, 2003 | Socorro              | LINEAR                                     |
| 90374 - | 2003 UO60              | 17 d'octubre, 2003   | Anderson Mesa        | LONEOS                                     |
| 90375 - | 2003 UX257             | 25 d'octubre, 2003   | Socorro              | LINEAR                                     |
| 90376 - | 2003 VL                | 5 de novembre, 2003  | Piszkéstető          | Piszkéstető, K. Sárneczky, Sz. Mészáros    |
| Sedna   | 2003 VB12              | 14 de novembre, 2003 | Palomar              | M. E. Brown, C. A. Trujillo, D. Rabinowitz |
| 90378 - | 2003 WL23              | 18 de novembre, 2003 | Kitt Peak            | Spacewatch                                 |
| 90379 - | 2003 WO56              | 20 de novembre, 2003 | Kitt Peak            | Spacewatch                                 |
| 90380 - | 2003 WX68              | 19 de novembre, 2003 | Kitt Peak            | Spacewatch                                 |
| 90381 - | 2003 WA69              | 19 de novembre, 2003 | Kitt Peak            | Spacewatch                                 |
| 90382 - | 2003 WL73              | 20 de novembre, 2003 | Socorro              | LINEAR                                     |
| 90383 - | 2003 WN89              | 16 de novembre, 2003 | Catalina             | CSS                                        |
| 90384 - | 2003 WV112             | 20 de novembre, 2003 | Socorro              | LINEAR                                     |
| 90385 - | 2003 WU121             | 20 de novembre, 2003 | Socorro              | LINEAR                                     |
| 90386 - | 2003 WO126             | 20 de novembre, 2003 | Socorro              | LINEAR                                     |
| 90387 - | 2003 WY140             | 21 de novembre, 2003 | Socorro              | LINEAR                                     |
| 90388 - | 2003 WY152             | 24 de novembre, 2003 | Catalina             | CSS                                        |
| 90389 - | 2003 WQ153             | 28 de novembre, 2003 | Anderson Mesa        | LONEOS                                     |
| 90390 - | 2003 XH5               | 1 de desembre, 2003  | Kitt Peak            | Spacewatch                                 |
| 90391 - | 2003 XM7               | 1 de desembre, 2003  | Socorro              | LINEAR                                     |
| 90392 - | 2003 XB12              | 14 de desembre, 2003 | Socorro              | LINEAR                                     |
| 90393 - | 2003 XD14              | 15 de desembre, 2003 | Socorro              | LINEAR                                     |
| 90394 - | 2003 XK14              | 15 de desembre, 2003 | Socorro              | LINEAR                                     |
| 90395 - | 2003 XD15              | 1 de desembre, 2003  | Socorro              | LINEAR                                     |
| 90396 - | 2003 YA4               | 16 de desembre, 2003 | Catalina             | CSS                                        |
| 90397 - | 2003 YW4               | 16 de desembre, 2003 | Catalina             | CSS                                        |
| 90398 - | 2003 YA16              | 17 de desembre, 2003 | Anderson Mesa        | LONEOS                                     |
| 90399 - | 2003 YN16              | 17 de desembre, 2003 | Palomar              | NEAT                                       |
| 90400 - | 2003 YS26              | 18 de desembre, 2003 | Kitt Peak            | Spacewatch                                 |